# Liste der denkmalgeschützten Objekte in St. Georgen im Attergau
Die Liste der denkmalgeschützten Objekte in St. Georgen im Attergau enthält die 18 denkmalgeschützten, unbeweglichen Objekte der oberösterreichischen Marktgemeinde St. Georgen im Attergau.

## Denkmäler
| Foto |                 | Denkmal                                                                         | Standort                                                      | Beschreibung | Metadaten |
| ---- | --------------- | ------------------------------------------------------------------------------- | ------------------------------------------------------------- | --- | --- |
| ja   | Datei hochladen | Freilichtmuseum Aignerhaus, Heimatmuseum HERIS-ID: 35626 Objekt-ID: 34413       | Agergasse 9 Standort KG: St. Georgen im Attergau              | Sämtliche historische Gebäude sind im Wesentlichen aus Holz errichtet, eine Besonderheit ist das Legschindeldach. Im Ausstellungsbereich befinden sich viele Gebrauchsgegenstände und bäuerliche Geräte aus Holz. | BDA-Hist.: Q37965591 Status: Bescheid Stand der BDA-Liste: 2025-06-30 Name: Freilichtmuseum Aignerhaus, Heimatmuseum GstNr.: .134 Freilichtmuseum Aignerhaus                            |
| ja   | Datei hochladen | Sog. Kaplanhaus, Pfarrmuseum HERIS-ID: 52577 Objekt-ID: 59750                   | Attergaustraße 18 Standort KG: St. Georgen im Attergau        | Das Pfarrmuseum wurde 1995 eröffnet. Neben vielen religiösen Büchern und liturgischen Gewändern befindet sich hier auch der älteste Ablassbrief Oberösterreichs aus dem Jahre 1299. | BDA-Hist.: Q38052591 Status: § 2a Stand der BDA-Liste: 2025-06-30 Name: Sog. Ortlerhaus, Pfarrmuseum GstNr.: .173 Kaplanhaus, St. Georgen im Attergau                                   |
| ja   | Datei hochladen | Kath. Pfarrkirche hl. Georg und Kriegerdenkmal HERIS-ID: 52578 Objekt-ID: 59752 | neben Attergaustraße 20 Standort KG: St. Georgen im Attergau  | Eine spätgotische, zweischiffige Hallenkirche. Der Kirchturm wurde nach einem Brand im Jahr 1719 in den Jahren 1722/23 durch Jakob Pawanger erhöht und 1823 mit einem Zwiebelhelm versehen. Der Hochaltar wurde 1753 von Franz Josef Holzinger errichtet; das Hochaltarbild malte Bartolomeo Altomonte und ist mit 1755 datiert.                | BDA-Hist.: Q26252970 Status: § 2a Stand der BDA-Liste: 2025-06-30 Name: Kath. Pfarrkirche hl. Georg und Kriegerdenkmal GstNr.: .170, 280 Pfarrkirche hl. Georg, St. Georgen im Attergau |
| ja   | Datei hochladen | Pfarrhof, Ortlerhaus HERIS-ID: 52576 Objekt-ID: 59749                           | Attergaustraße 20 Standort KG: St. Georgen im Attergau        | | BDA-Hist.: Q38052559 Status: § 2a Stand der BDA-Liste: 2025-06-30 Name: Pfarrhof, Ortlerhaus GstNr.: .172                                                                               |
| ja   | Datei hochladen | Wehrschild HERIS-ID: 101827 Objekt-ID: 118172                                   | vor Attergaustraße 20 Standort KG: St. Georgen im Attergau    | Kriegsnagelung aus der Zeit des Ersten Weltkriegs. | BDA-Hist.: Q37789096 Status: § 2a Stand der BDA-Liste: 2025-06-30 Name: Kriegerdenkmal GstNr.: 4307/21                                                                                  |
| ja   | Datei hochladen | Ehem. Kloster, Pfarrkindergarten HERIS-ID: 100392 Objekt-ID: 116617             | Attergaustraße 25 Standort KG: St. Georgen im Attergau        | | BDA-Hist.: Q37784228 Status: § 2a Stand der BDA-Liste: 2025-06-30 Name: Ehem. Kloster, Pfarrkindergarten GstNr.: .18/1, .18/4                                                           |
| ja   | Datei hochladen | Sog. Haus der Kultur HERIS-ID: 101505 Objekt-ID: 117839                         | Attergaustraße 31 Standort KG: St. Georgen im Attergau        | Das Haus der Kultur ist Sitz des Heimatvereins Attergau und wurde Ende Juni 2002 offiziell eröffnet. Zu sehen sind unter anderem eine Dauerausstellung über den Dichter Johann Beer sowie eine Sonderausstellung über den Naturwissenschaftler Erich W. Ricek (1915–1991).                                                                      | BDA-Hist.: Q37788169 Status: § 2a Stand der BDA-Liste: 2025-06-30 Name: Sog. Haus der Kultur GstNr.: .18/3                                                                              |
| ja   | Datei hochladen | Ringwallanlage Buchberg HERIS-ID: 43864 Objekt-ID: 44551                        | Flur Buchberg Standort KG: St. Georgen im Attergau            | Die Ringwallanlage Buchberg erstreckt sich großflächig um den Gipfelbereich des 808 m hohen Buchbergs am Nordende des Attersees über Gebiete der dort zusammentreffenden Gemeinden Attersee, Berg und St. Georgen. Der etwa 1,1 km lange Wall schließt eine Fläche von 5 ha ein, die Anlage war vermutlich bereits in der Bronzezeit besiedelt. | BDA-Hist.: Q38005239 Status: Bescheid Stand der BDA-Liste: 2025-06-30 Name: Ringwallanlage Buchberg GstNr.: 4152, 4151                                                                  |
| ja   | Datei hochladen | Schloss Kogl HERIS-ID: 38425 Objekt-ID: 37989                                   | Kogl 1 Standort KG: St. Georgen im Attergau                   | Die Schlossanlage am Fuße des Koglberges wurde in einem weitläufigen Park anstelle einer mittelalterlichen Burg um 1710 im Auftrag von Franz Ferdinand Graf Khevenhüller und nach Plänen des Linzer Baumeisters Johann Michael Prunner errichtet.                                                                                               | BDA-Hist.: Q2241898 Status: Bescheid Stand der BDA-Liste: 2025-06-30 Name: Schloss Kogl GstNr.: .226/1, .226/2, .225/1 Schloss Kogl (Attergau)                                          |
| ja   | Datei hochladen | Ehem. Wirtschaftspfarrhof HERIS-ID: 38426 Objekt-ID: 37990                      | Lohen 1 Standort KG: St. Georgen im Attergau                  | | BDA-Hist.: Q37980997 Status: Bescheid Stand der BDA-Liste: 2025-06-30 Name: Ehem. Wirtschaftspfarrhof GstNr.: 3072 Wirtschaftspfarrhof Lohen                                            |
| ja   | Datei hochladen | Nepomuk-Kapelle HERIS-ID: 101767 Objekt-ID: 118111                              | Mondseerstraße Standort KG: St. Georgen im Attergau           | | BDA-Hist.: Q37788779 Status: § 2a Stand der BDA-Liste: 2025-06-30 Name: Nepomuk-Kapelle GstNr.: 4307/15                                                                                 |
| ja   | Datei hochladen | Kapelle St. Johann auf dem Ahberg HERIS-ID: 46398 Objekt-ID: 48384              | westlich Thalham 20 Standort KG: St. Georgen im Attergau      | Urkundlich im 11. Jahrhundert erwähnt. 1299 wurde sie erweitert und 1827 abgetragen. Anfang des 20. Jahrhunderts wurde sie über dem romanischen Grundriss neu errichtet und 1911 geweiht. | BDA-Hist.: Q38021176 Status: Bescheid Stand der BDA-Liste: 2025-06-30 Name: Kapelle St. Johann auf dem Ahberg GstNr.: .471 Ahbergkapelle                                                |
| ja   | Datei hochladen | Rosenauer-Kapelle HERIS-ID: 101656 Objekt-ID: 117996                            | gegenüber Thern 24 Standort KG: St. Georgen im Attergau       | | BDA-Hist.: Q37788328 Status: § 2a Stand der BDA-Liste: 2025-06-30 Name: Rosenauer-Kapelle GstNr.: 6/31                                                                                  |
| ja   | Datei hochladen | Kreuzweg und Kalvarienbergkapelle HERIS-ID: 101816 Objekt-ID: 118161            | bei Thern 24 Standort KG: St. Georgen im Attergau             | Die Kreuzwegstationen wurden in den Jahren 1862 bis 1869 erbaut. 1982 wurde der Kreuzweg restauriert. | BDA-Hist.: Q37789023 Status: § 2a Stand der BDA-Liste: 2025-06-30 Name: Kreuzweg und Kalvarienbergkapelle GstNr.: 3529/3, .176/3 Kreuzweg Sankt Georgen im Attergau                     |
| ja   | Datei hochladen | Kalvarienbergkirche HERIS-ID: 101817 Objekt-ID: 118162                          | Thern 6, in der Nähe Standort KG: St. Georgen im Attergau     | Eine 1679 und 1862 bis 1869 errichtete, einschiffige, dreijochige Kirche. | BDA-Hist.: Q37789034 Status: § 2a Stand der BDA-Liste: 2025-06-30 Name: Kalvarienbergkirche GstNr.: .176/2 Kalvarienbergkirche (Sankt Georgen im Attergau)                              |
| ja   | Datei hochladen | Ehem. Marktrichterhaus, Gasthaus Staufer HERIS-ID: 44312 Objekt-ID: 45090       | Wildenhagerstraße 7 Standort KG: St. Georgen im Attergau      | | BDA-Hist.: Q38008031 Status: Bescheid Stand der BDA-Liste: 2025-06-30 Name: Ehem. Marktrichterhaus, Gasthaus Staufer GstNr.: .6                                                         |
| ja   | Datei hochladen | Brunnen HERIS-ID: 101815 Objekt-ID: 118160                                      | nahe Wildenhagerstraße 7 Standort KG: St. Georgen im Attergau | | BDA-Hist.: Q37789013 Status: § 2a Stand der BDA-Liste: 2025-06-30 Name: Brunnen GstNr.: 4307/22                                                                                         |
| ja   | Datei hochladen | Brücken-Kapelle HERIS-ID: 101764 Objekt-ID: 118108                              | Thalham 16, in der Nähe Standort KG: St. Georgen im Attergau  | | BDA-Hist.: Q37788760 Status: § 2a Stand der BDA-Liste: 2025-06-30 Name: Brücken-Kapelle GstNr.: 4349/2                                                                                  |